# Rostas

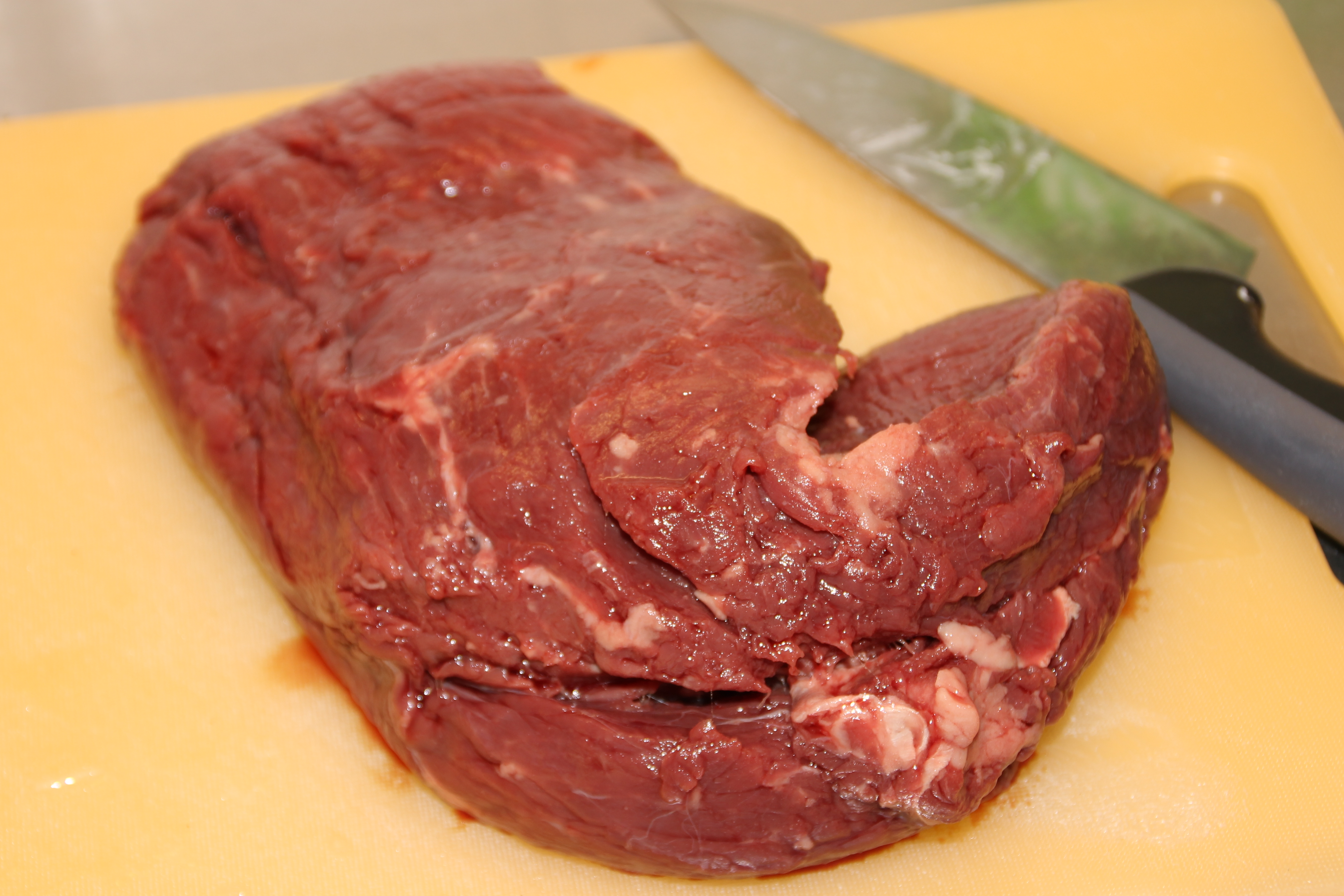
Rostas före tillagning (rått).

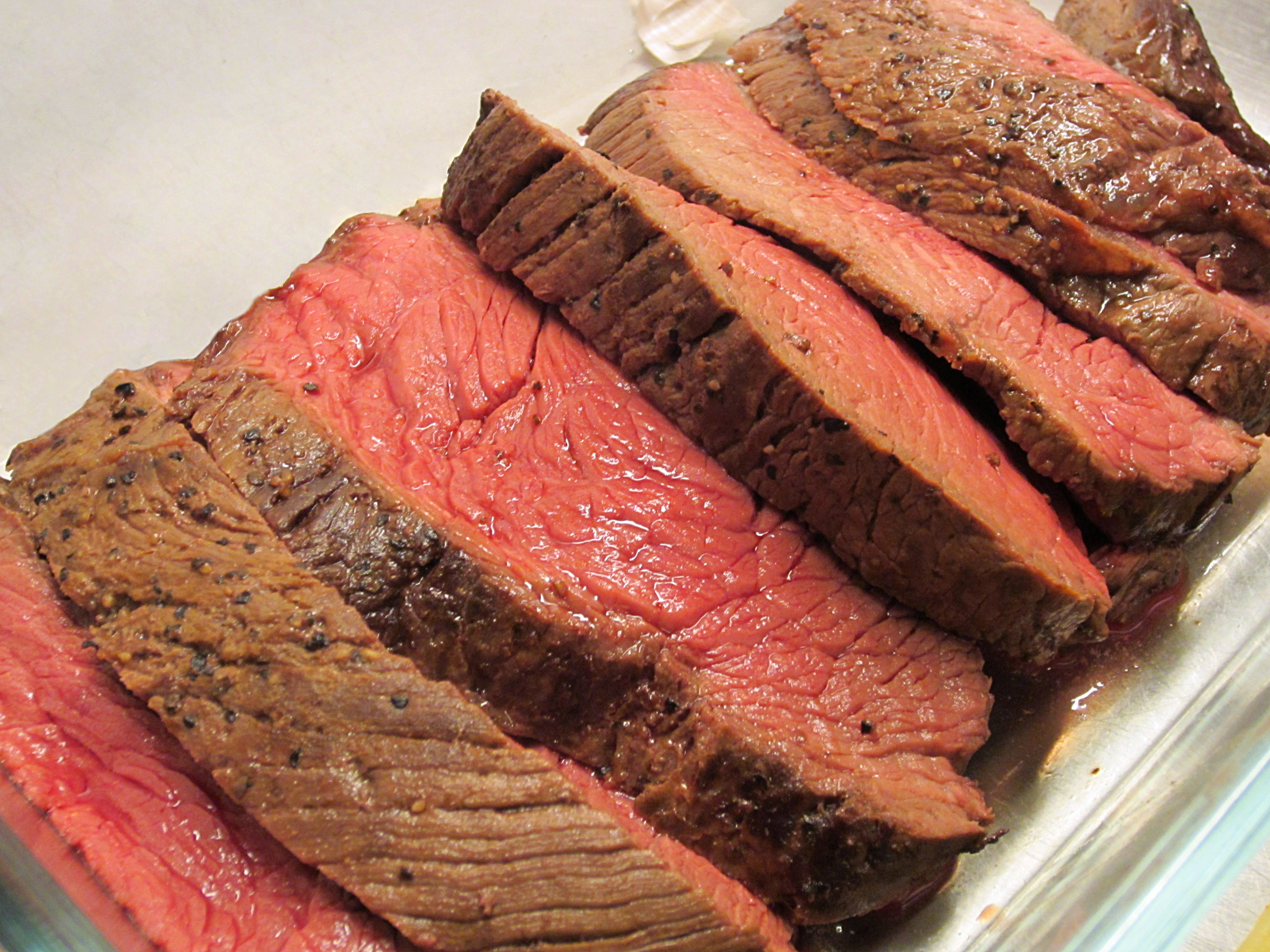
Rostas efter tillagning.

Rostas är en styckningsdetalj av nötkött, som styckas ut ur rostbiffen, som sitter på djurets bakre ryggparti. Rostas är ett mört och magert kött. Det säljs både som hel bit och i skivor. Rostas passar att steka eller grilla, men också till fondue och raclette och asiatiska hot pots med inte alltför lång tillagningstid, till exempel den koreanska rätten galbi gui.